# 平朔
平朔是古代中国阴阳历中，确定每月初一（朔日）的一种计算方法。也称为恒朔。根据月相变化周期的长度（朔望月=29.53059日），尽量将新月（“朔”）出现当日作为初一，然后配置大月（30日）、小月（29日）。古六曆至隋大業曆採平氣平朔，唐戊寅元暦至元授時曆至明大統曆採平氣定朔，清時憲曆（於順治二年頒行）後大致採定氣定朔。
平朔的计算方法没有考虑到日月的运行差距。因此，这样定出的历法存在偏差，真正的新月（朔）有时可能会出现在前一月的最后一日（晦日、廿九日或卅日），有时会出现在初二。这种情况下，日食会出现在晦日或者初二，后来的历法中导入了定朔的方法。